# Zdeněk Stropek
Zdeněk Stropek (* 12. července 1958) je český akademický malíř a tatér. Je majitelem tetovacího studia UZI, které patří k nejstarším v České republice.
Možnosti tetováže poznával na počátku devadesátých let 20. století do zahraničí, například do Spojených států amerických (1991), do Nizozemska či Německa nebo Spojeného království. V Londýně pak pořídil vybavení, které zde pak také zkoušel na svých zákaznících. K rozšíření svých znalostí též navštěvoval tetovací festivaly. Stropek patřil mezi respondenty televizního dokumentu Jak se žije tetovaným, který roku 1998 natočil Jan Hřebejk.
Stropkův salón využívají již od Zimních olympijských her 1994 (Lillehammer) čeští bobisté, kteří si vždy před odjezdem na olympiádu nechávají na své tělo vytvořit tetování. Před ZOH 2014 v Soči vytvořil Stropek obrazec na pravé paži Jana Vrby. Stropkův výtvor na svém těle nosí také stavební inženýrka a soudní znalkyně Miloslava Pošvářová.